# Paulo Rezzutti
Paulo Rezzutti (São Paulo, 1972) é arquiteto, escritor, historiador, biógrafo e youtuber brasileiro.

## Biografia
Rezzutti é, atualmente, um dos maiores autores best-sellers do Brasil. Os livros de sua coleção: "A história não contada", já atingiram a marca de mais de 500 mil exemplares vendidos. Suas obras biográficas, de história do Brasil e infantojuvenis são adotadas por escolas particulares por todo o Brasil e indicadas para as escolas públicas pelo PNLD (Plano Nacional do Livro Didático). O escritor, tem como sua primeira formação a de arquiteto e urbanista pela Faculdade de Belas Artes de São Paulo. 
Pesquisador independente da História de São Paulo, e do Brasil, é membro do Instituto Histórico e Geográfico de São Paulo, do Instituto Histórico de Petrópolis e do Instituto Histórico e Geográfico de Campos dos Goytacazes e autor do blog “São Paulo Passado”.
Em 2010, durante pesquisas documentais para a biografia da Marquesa de Santos, encontrou no arquivo histórico da Hispanic Society of America em Nova Iorque, 94 cartas inéditas do Imperador D. Pedro I para sua amante Domitila de Castro do Canto e Melo, a Marquesa de Santos. Em 2011 organizou a obra Titília e o Demonão. Cartas inéditas de D. Pedro I à Marquesa de Santos, publicado pela Geração Editorial.
Prosseguindo seus estudos sobre a Marquesa de Santos publicou em 2013 a obra Domitila, a Verdadeira História da Marquesa de Santos finalista na categoria Biografia do Prêmio Jabuti de 2014 e do 2º Prêmio Brasília de Literatura de 2014. Em setembro de 2015 lançou pela editora LeYa a obra D. Pedro, a história não contada. O homem revelado por cartas e documentos inéditos.. A obra foi vencedora, na categoria Biografia, do 58º Prêmio Jabuti de Literatura, em 2016.
Em 2012, devido aos seus conhecimentos a respeito da Família Imperial Brasileira, participou como consultor do trabalho da arqueóloga Valdirene do Carmo Ambiel, que estudou os remanescentes humanos dos primeiros imperadores do Brasil sepultados na Cripta Imperial do Monumento à Independência, em São Paulo. Como arquiteto, Rezzutti foi o responsável técnico pelo trabalho de retirada do esquife da Imperatriz D. Amélia, que se encontrava emparedado no local.
É autor de diversos artigos a respeito da história do Primeiro Reinado e seus personagens, bem como a respeito de História de São Paulo. É colaborador da Revista Aventuras na História, Revista de História da Biblioteca Nacional, Revista Carta Fundamental, Revista História Viva, Revista Crusoé, entre outras.
Em 9 de julho de 2012 tomou posse como membro titular do Instituto Histórico e Geográfico de São Paulo, em dezembro de 2015 foi nomeado membro correspondente do Instituto Histórico e Geográfico de Campos dos Goytacazes e em 12 de julho de 2021 tomou posse como membro correspondente do Instituto Histórico de Petrópolis.
Em 2016 criou a série de livros "A história não contada", publicado pela editora Leya Brasil, com biografias e livros de história com revelações inéditas ou pouco publicizadas até então.
Desde 2017 trabalha com divulgação de história no seu canal YouTube.

## Obras
- Uma festa brasileira celebrada em Rouen em 1550. Prefácio e notas (2007)[16]
- Titília e o Demonão. Cartas inéditas de d. Pedro à marquesa de Santos (2011)[17]
- Domitila, a verdadeira história da marquesa de Santos (2012)[18]
- D. Pedro, a história não contada. O homem revelado por cartas e documentos inéditos (2015)[19]
- D. Pedro IV, a história não contada. O homem revelado por cartas e documentos inéditos (Portugal, 2016)[20]
- D. Leopoldina, a história não contada. A mulher que arquitetou a Independência do Brasil (2017)[21]
- Domitila, a verdadeira história da marquesa de Santos Edição revista e ampliada (2017)[22]
- Mulheres do Brasil, a história não contada (2018)[23]
- D. Pedro II, a história não contada (2019)[24]
- Titília e o Demonão. Reedição revista (2019)[25]
- O Pássaro de Fogo e outros contos de fadas russos. Tradução e adaptação (2020)[26]
- Princesinhas e principezinhos do Brasil (2021)[27][28]
- Os últimos czares: uma breve história não contada dos Romanovs (2021)[29]
- Princesinhas e Principezinhos do Brasil para colorir, aprender e brincar. (2022)[30]
- Sissi e o último brilho de uma dinastia: Uma breve história não contada dos Habsburgos (2022), escrito, conjuntamente com Cláudia Thomé Witte[31]
- Box Bicentenário da Independência do Brasil (2022)[32]
- Independência: a história não contada: A construção do Brasil: 1500-1825 (2022)[33]
- A disputa dos gigantes e outros contos de fadas celtas. Tradução e adaptação (2023)[34]
- Domitila, a história não contada. A marquesa de Santos revelada por cartas e documentos inéditos (2023)

## Capítulos e Verbetes
- Canto e Melo, Marquesa de Santos, in Dicionário da Independência do Brasil. História, Memória e Historiografia. Edusp/BBM. (2022)[35]
- D. Pedro, o príncipe orquestra, in Pedro I, compositor inesperado. Oito ensaios inéditos sobre o homem e o proclamador no Bicentenário da Independência do Brasil. Faperj/Instituto Cravo Albin (2022).[36]

## Curadoria
- A São Paulo da Marquesa de Santos: a cumpli(cidade) de um cenário Exposição de longa duração. Solar da Marquesa de Santos, Museu da Cidade de São Paulo. Secretaria Municipal de Cultura(2021)[37]

- Mensagens que o vento leva: a história do Brasil nos leques da Fundação Maria Luisa e Oscar Americano. Exposição temporária. Fundação Maria Luisa e Oscar Americano, São Paulo. Novembro de (2022) a julho de (2023).

- Ciclo de palestras:As mulheres na Fundação Maria Luisa e Oscar Americano. Com Mary Del Priore, Maria de Fátima Moraes Argon, Cláudia Thomé Witte e Ana Cristina Francisco. Fundação Maria Luisa e Oscar Americano, São Paulo. Abril a novembro de (2023).

- Exposição temporária:As mulheres na Fundação Maria Luisa e Oscar Americano. São Paulo. Inauguração julho de (2023).
- Exposição temporária: Simbolos do Poder: Colônia, Reino e Império. Fundação Maria Luisa e Oscar Americano. São Paulo. Inauguração maio de (2023).

## Dramaturgia
- Marquesa de Santos. Verso & Reverso. (2019) - Estreia no Solar da Marquesa de Santos, São Paulo, em 18 de agosto de 2019. Direção e interpretação da atriz carioca Beth Araújo e figurino de Maurício Tavares.[38]

## Prêmios
- Prêmio Descobertas do Ano, Revista Aventuras na História, categoria Canal Favorito no YouTube (2021)[39]
- Domitila, a verdadeira história da Marquesa de Santos Finalista do Prêmio Jabuti na categoria Biografia(2014)[40]
- Domitila, a verdadeira história da Marquesa de Santos Finalista do 2º Prêmio Brasília de Literatura (2014)[41]
- D. Pedro, a história não contada 3º lugar no Prêmio Jabuti na categoria Biografia (2016)[42]
- D. Leopoldina, a história não contada Finalista do Prêmio Jabuti na categoria Biografia (2018)[43]

## Consultorias
- Revista Veja, especial sobre o Bicentenário da Independência (2022)[44]
- Peça Leopoldina: Independência e Morte, de autoria de Marcos Damigo (2017)[45]